# Antonio Martínez Aneiros
Antonio Martínez Aneiros (Val, Narón, 1933) és un polític gallec. Fou sacerdot, però tot i que penjà els hàbits és vinculat al cristianisme de base amb l'associació Somos Igrexa A les eleccions municipals espanyoles de 1979 fou elegit alcalde de Narón per Unidade Galega, i reelegiit el 1983 quan es presentà amb l'Agrupación Nacionalista Galega de Narón. El 1985 aquest grup es va incorporar al PSG-EG, deixà l'alcaldia per a presentar-se amb aquest partit a les eleccions al Parlament de Galícia de 1985, i en sortí elegit per la província de la Corunya.